# Heteroconis argylensis
Heteroconis argylensis är en insektsart som beskrevs av Tim R. New 1987. Heteroconis argylensis ingår i släktet Heteroconis och familjen vaxsländor. Inga underarter finns listade i Catalogue of Life.